# Монтанья-Клара
Монтанья-Клара (исп. Montaña Clara) — остров в Атлантическом океане, принадлежащий к архипелагу Чинихо. Относится к муниципалитету Тегисе провинции Лас-Пальмас.
Находится в 2 км к северо-западу от острова Грасьосa. Является вулканическим островом, целиком состоит из вулканических пород и песков.
Остров является частью заповедника и служит прибежищем для морских птиц. В августе 2007 года Монтанья-Клара была выставлена на продажу последним её владельцем Мариано Лопесом Сокасом, мэром небольшого городка на острове Лансароте. Запрашиваемая цена — 9 миллионов евро.